# NK Slaven Belupo Koprivnica
NK Slaven Belupo is een Kroatische voetbalclub uit Koprivnica.

## Geschiedenis
De eerste voetbalclub in Koprivnica werd in 1907 opgericht als Đački nogometni klub wat Kroatisch is voor studentenvoetbalclub. Op 20 augustus 1912 werd HŠK Slaven opgericht, dit is de officiële oprichtingsdatum van de huidige club. In 1920 won de club een regionaal kampioenschap in Kroatië. De naam van de club werd daarop veranderd in HŠK Victorija, in 1926 werd de club opgeheven om financiële redenen. Tussen 1926 en 1930 had Koprivnica dus geen voetbalclub.
Tussen 1930 en 1945 had de club verschillende namen (HŠK Koprivnica, HŠK Danica en RNHŠK Sloga), daarna werd de naam FD Slaven aangenomen zoals de originele club ook heette. Tussen 1953 en 1958 heette de club SD Podravka en kreeg daarna de naam NK Slaven. Deze naam bleef behouden al werd er in de jaren 90 wel nog de sponsornaam achter gevoegd. Tussen 1992 en 1994 was dat Bilokalnik en daarna Belupo naar een farmaceutisch bedrijf uit de stad.
In 1997 promoveerde de club voor het eerst na de hoogste klasse en speelt daar sindsdien onafgebroken. In 2000 eindigde de club 5de en kwalificeerde zich zo voor de UEFA Intertoto Cup. Daar werd de 3de ronde bereikt waarin het Tsjechische SK Sigma Olomouc te sterk bleek voor de club. Een jaar later werd dit succes herhaald en deze keer werden ze gestopt door de Engelse reus Aston Villa. Hun volgende 2 deelnames eindigden in de halve finales, daar waren VfB Stuttgart en Lille OSC echter te sterk. In 2005 verloor de club in de derde ronde van Deportivo La Coruña.

## Erelijst
- Beker van Kroatië

Finalist: 2007, 2016

## Eindklasseringen vanaf 1992
| Seizoen | Competitie   | Niveau | Eindstand | Beker        | Opmerking                                      |
| ------- | ------------ | ------ | --------- | ------------ | ---------------------------------------------- |
| 1992    | 3. HNL-Noord | III    | 3         | --           |                                                |
| 1992/93 | 2. HNL-Noord | II     | 10        | --           |                                                |
| 1993/94 | 2. HNL-Noord | II     | 6         | --           |                                                |
| 1994/95 | 2. HNL-Noord | II     | 3         | 1e ronde     |                                                |
| 1995/96 | 2. HNL-Noord | II     | 1         | 2e ronde     |                                                |
| 1996/97 | 1. HNL-B     | I      | 2         | 2e ronde     |                                                |
| 1997/98 | 1. HNL       | I      | 9         | 2e ronde     |                                                |
| 1998/99 | 1. HNL       | I      | 7         | halve finale |                                                |
| 1999/00 | 1. HNL       | I      | 5         | kwartfinale  |                                                |
| 2000/01 | 1. HNL       | I      | 5         | 2e ronde     |                                                |
| 2001/02 | 1. HNL       | I      | 6         | 1e ronde     |                                                |
| 2002/03 | 1. HNL       | I      | 7         | 2e ronde     |                                                |
| 2003/04 | 1. HNL       | I      | 9         | 2e ronde     |                                                |
| 2004/05 | 1. HNL       | I      | 6         | kwartfinale  |                                                |
| 2005/06 | 1. HNL       | I      | 8         | kwartfinale  |                                                |
| 2006/07 | 1. HNL       | I      | 5         | Finale       | < GNK Dinamo Zagreb, 0-1/1-1                   |
| 2007/08 | 1. HNL       | I      | 2         | kwartfinale  |                                                |
| 2008/09 | 1. HNL       | I      | 4         | kwartfinale  |                                                |
| 2009/10 | 1. HNL       | I      | 7         | kwartfinale  |                                                |
| 2010/11 | 1. HNL       | I      | 7         | halve finale |                                                |
| 2011/12 | 1. HNL       | I      | 3         | 2e ronde     |                                                |
| 2012/13 | 1. HNL       | I      | 8         | halve finale |                                                |
| 2013/14 | 1. HNL       | I      | 9         | halve finale | pd-wedstrijden > HNK Cibalia Vinkovci: 2-2/2-1 |
| 2014/15 | 1. HNL       | I      | 6         | 2e ronde     |                                                |
| 2015/16 | 1. HNL       | I      | 7         | Finale       | < GNK Dinamo Zagreb, 1-2                       |
| 2016/17 | 1. HNL       | I      | 7         | kwartfinale  |                                                |
| 2017/18 | 1. HNL       | I      | 6         | 2e ronde     |                                                |
| 2018/19 | 1. HNL       | I      | 7         | kwartfinale  |                                                |
| 2019/20 | 1. HNL       | I      | 7         | halve finale |                                                |
| 2020/21 | 1. HNL       | I      | 7         | kwartfinale  |                                                |
| 2021/22 | 1. HNL       | I      | 7         | kwartfinale  |                                                |
| 2022/23 | 1. HNL       | I      | 8         | halve finale |                                                |
| 2023/24 | 1. HNL       | I      | 9         | 8e finales   |                                                |
| 2024/25 | 1. HNL       | I      | 5         | Finale       | < HNK Rijeka: 1-1 (T) / 0-1 (U)                |
| 2025/26 | 1. HNL       | I      | .         |              |                                                |

## NK Slaven Belupo in Europa
NK Slaven Belupo speelt sinds 2000 in diverse Europese competities. Hieronder staan de competities en in welke seizoenen de club deelnam:
- Europa League (2x)

2009/10, 2012/13
- UEFA Cup (2x)

2007/08, 2008/09
- Intertoto Cup (5x)

2000, 2001, 2002, 2004, 2005

## Bekende (ex-)spelers
- Mitch Apau
- Leon Benko
- Tomislav Butina
- Krunoslav Jurčić
- Vladimir Kokol
- Ognjen Vukojević
- Dalibor Stevanovič